# Гендрі Томас
Гендрі Томас (ісп. Hendry Thomas, нар. 23 лютого 1985, Ла-Сейба) — гондураський футболіст, півзахисник клубу «Форт-Лодердейл Страйкерз».
Виступав, зокрема, за клуби «Олімпія» та «Віган Атлетік», а також національну збірну Гондурасу.

## Клубна кар'єра

### Ранні роки
Народився 23 лютого 1985 року в місті Ла-Сейба. Вихованець футбольної школи клубу «Олімпія». Дорослу футбольну кар'єру розпочав у 16-річному віці, 26 вересня 2001 року, в матчі між «Олімпією» та «Реалом Комаягуа». Він продовжував виступати в складі «Олімпії» з Тегусігальпи в Національній лізі Гондурасу. Під час свого виступу в команді став автором 200-го голу «Олімпії» за всю історію її виступів. Під час його перебування в клубі, «Олімпія» здобула багато важливих перемог у Національній лізі Гондурасу. Був на перегляді в французькій «Тулузі», але перегляд завершився невдало й Гендрі продовжив свої виступи в «Олімпії». В складі команди провів вісім сезонів, взявши участь у 143 матчах чемпіонату.

### Віган Атлетік
Своєю грою за гондураську команду привернув увагу представників тренерського штабу представника англійської Прем'єр-ліги, клубу «Віган Атлетік», до складу якого приєднався в липні 2009 року, підписавши трирічний контракт, який мав набрати чинності після отримання гравцем дозволу на роботу в Англії. Цікавим є той факт, що в 2008 році «Віган» уже намагався підписати Томаса, але тоді гравець так і не отримав дозволу на роботу, але 2 липня 2009 року було оголошено, що він приєднався до клубу й буде виступати в футболці під номером «6». А вже 15 липня 2009 року дебютував за свою нову команду в матчі проти «Астон Вілли», в якому Гендрі допоміг забитим м'ячем здобути «Вігану» перемогу з рахунком 2:0. В своїх перших трьох матчах Томас одного разу став володарем звання Гравець матчу (проти Астон Вілли) та Найкорисніший гравець матчу (проти Манчестер Юнайтед). На початку сезону сформував потужну зв'язку в центрі поля разом з Мохамедом Діаме, чим здивував Роберто Мартінеса. 16 жовтня 2010 року Гендрі вперше під час своїх виступів у прем'єр-лізі отримав червону картку (друга жовта), але допоміг своєму клубу здобути перемогу з рахунком 2:0 над «Вулвергемптон Вондерерз». У своєму першому сезоні відіграв 33 матчі (31 у Прем'єр-лізі, а також по 1 в Кубку ліги та Кубку ФА). 
У сезонах 2009/10 та 2010/11 років Томас був регулярним гравцем основного складу. У перші тижні після відкриття сезону 2010/11 років отримав похвалу від Роберто Мартінеса після декількох матчів, які гравець провів у центрі півзахисту на дуже високому рівні. Наприкінці сезону 2010/11 років клуб потрапив до зони вильоту, Томас на поле виходив рідко, переважно залишався на лавці для запасних або й навіть просто не потрапляв до заявки на матч, причиною цьому стало повернення до команди після травми Джеймса Маккарті. В останньому турі сезону, Віган отримав шанс зберегти своє місце в Прем'єр-лізі на наступний сезон завдяки перемозі з рахунком 1:0 над «Сток Сіті», єдиним голом відзначився Уго Родальєга. Незважаючи на втрату свого місця в стартовому складі після повернення Маккарті, Томасу все-таки вдалося зіграти 30 матчів (24 в Прем'єр-Лізі, 4 в Кубку Ліги та 2 в Кубку Англії). Через місяць після завершення сезону, Мартінес сказав Томасу, що той все ще входить до його планів на сезон.
Однак в сезоні 2011/12 років у клубі відбулися зміни тактичної побудови команди та нові трансферні придбання, тому в першій половині сезону Томасу довелося докласти значних зусиль, щоб потрапити хоча б до заявки на матч. Як наслідок він зіграв лише 2 матчі, по одному в Кубку Ліги та Кубку Англії. Під час січневого трансферного вікна, Мартінес був переконаний в тому, що у Томаса є майбутнє в клубі й він нікуди не піде, натякаючи на пропозицію нового контракту Проте по завершенню сезону 2011/12 років, Томас та ще декілька гравців, у яких завершилися угоди з «Віганом», залишили клуб.

### Major League Soccer
20 серпня 2012 року Томас підписав контракт з «Колорадо Рапідз» з Major League Soccer. Незабаром після переїзду в Колорадо, він високо оцінив цей перехід, заявивши, що тепер перед ним стоїть новий виклик, який змушує рухатися вперед. 31 серпня 2012 року він дебютував у програному матчі (0:1) клубу «Портленд Тімберс». У післяматчевому інтерв'ю він зазначив, що залишився задоволений від свого дебюту за нову команду, але розчарований через результат поєдинку. Після завершення першої частини сезону він підписав з клубом новий покращений довгостроковий контракт. 30 березня 2013 року відзначився першим голом, з пенальті, в матчі проти «Портленд Тімберс» (2:2). Після матчу, Томас на своїй сторінці в Facebook, написав наступний коментар: «Бог, бо без нього, нічого не можливо. Сім'я, бо вони разом в щасті та горі, і весь мій гондураський народ, який бажає мені добра і завжди поздоровляє мене з позитивними емоціями.»
У сезоні 2014 року Томас разом з Оскаром Перехою перейшов до ФК «Даллас». Проте другу частину сезону Гендрі пропустив через травму. У грудні 2014 року ФК «Даллас» відмовився від опції продовження контракту ще на сезон 2015 року.
До складу клубу «Форт-Лодердейл Страйкерз», який виступає в NASL, приєднався 2015 року в статусі вільного агента. Відтоді встиг відіграти за команду з курортного Форт-Лодердейла 13 матчів в національному чемпіонаті.

## Виступи за збірні
Гендрі Томас протягом своєї кар'єри виступав у національній збірній Гондурасу різних вікових категорій. В 2004 році входив до складу збірної Гондурасу U-23, яка виступала в перед олімпійському турнірі в Гвадалахарі (Мексика) й досягла 1/2 фіналу. В 2005 році був важливим гравцем гондураської команди в матчах кваліфікації до Чемпіонату світу U-20 проти Нідерландів. Проте він не зміг приєднатися до складу збірної в фінальній частині того чемпіонату світу. Протягом 2007–2008 років залучався до складу молодіжної збірної Гондурасу. У 2008 році, коли збірна Гондурасу виступала на перед-олімпійському турнірі, повернувся до складу збірної вже з капітанською пов'язкою. На тому турнірі команда кваліфікувалася для участі в Олімпійських іграх в Пекіні, завдяки перемозі над збірною Гватемали в серії післяматчевих пенальті. Пізніше гондураська команда переграла Сполучені Штати з рахунком 1:0. Загалом на молодіжному рівні зіграв у 7 офіційних матчах, забив 3 голи.
У складі збірної Гондурасу дебютував у лютому 2005 року проти Панами на Кубку націй УНКАФ 2005 року. Наразі провів у формі головної команди країни 52 матчі, забивши 2 голи.
Останній на сьогодні для Томаса матч у складі національної збірної провів у вересні 2011 року проти Колумбії (товариський матч).
У складі збірної був учасником розіграшу Золотого кубка КОНКАКАФ 2005 року у США, чемпіонату світу 2010 року у ПАР, розіграшу Золотого кубка КОНКАКАФ 2011 року у США.

## Особисте життя
Томас є кузеном таких відомих гравців як Мейнор Суасо, Давід Суасо та Аллан Лалін.
Томас отримав свою Грінкартку США в жовтні 2013 року, яка дозволяє йому бути зареєстрованим в будь-якому клубі MLS як «домашній гравець».